# Efecte Faraday

Rotació de la polarització deguda a l'efecte Faraday

L'efecte Faraday o rotació Faraday, en física és un fenomen magneto-òptic, és a dir, una interacció entre la llum i un camp magnètic en un medi. L'efecte Faraday causa una rotació del pla de polarització el qual és linealment proporcional al component del camp magnètic en la direcció de la propagació.
Va ser descobert per Michael Faraday l'any 1845, l'efecte Faraday va ser la primera evidència experimental sobre que la llum i l'electromagnetisme estan relacionats. La base teòrica de la radiació electromagnètica (la qual inclou la llum visible) va ser completada per James Clerk Maxwell en les dècades de 1860 i 1870. Aquest efecte té lloc en la majoria dels materials dielèctrics (incloent líquids sota la influència de camps magnètics).
L'efecte Faraday causa que les ones dretes i esquerres polaritzades cisrcularment es propaguin a velocitats lleugerament diferents, una propietat coneguda com a birefrigència circular. Com que una polarització linear es pot descompondre en la superposició de dos components polaritzats circularment de dues amplituds iguals de destressa oposada i fase diferent, l'efecte d'un relatiu canvi de fase induït per l'efecte de Faraday, és fer girar l'orientació de la polarització lineal d'una ona.
L'efecte Faraday té algunes aplicacions dels instruments de mesura. Per exemple, l'efecte Faraday s'ha utilitzat per mesurar el poder rotatori òptic i de teledetecció dels camps magnètics. L'efecte Faraday s'utilitza en la recerca espintrònica (spinstronics) per estudiar la polarització dels espins dels electrons en semiconductors. El rotadors de Faraday es poden utilitzar per a la modulació d'amplitud de la llum, i són la base d'aïllant òptics i circulador òptics; tals components calen en les telecomunicacions òptiques i altres aplicacions del làser.